# بانویه (جمهوری آلتای)
بانویه (به لاتین: Bannoye) یک منطقهٔ مسکونی در روسیه است که در جمهوری آلتای واقع شده‌است.